# Hydrocotyle ranunculoides
Hydrocotyle ranunculoides,  redondita de agua o floating pennywort es una planta acuática en la familia Araliaceae. Es nativa de Norte y Sudamérica, y partes de África. En el Reino Unido es una especie introducida especie invasora muy expandida a los cursos de agua en Inglaterra y de Gales.  También es maleza en Australia. Por otro lado, es una especie amenazada en partes de su área endémica de EE. UU..

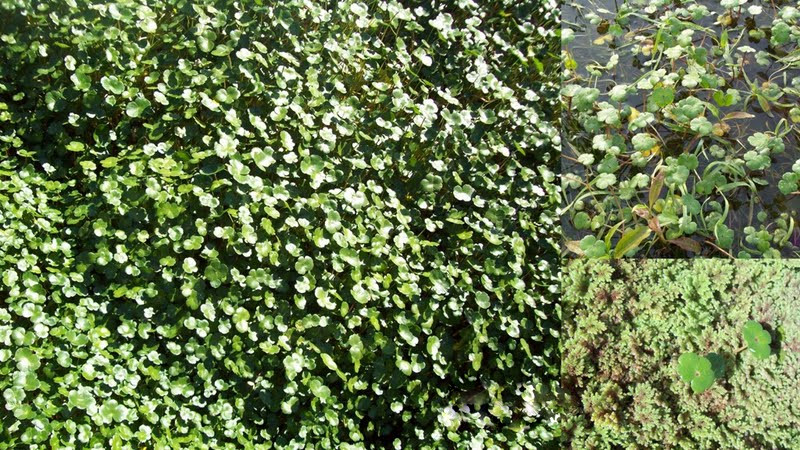
Vista de la planta en su hábitat

## Descripción
Tiene tallos horizontales, rizomatosos y estolóníferos, finos hasta robustos, glabros, acuáticos flotantes, y también rastreros en suelo saturado, con nudos radicantes. Los escapos son glabros,que pueden llegar a medir hasta 15-45 mm largo, opuestos a las hojas. Hojas con pecíolos delgados, no peltadas, 3-40 cm de longitud. Las estípulas son cóncavas, orbiculares, enteras, estrías pards; las láminas suborbiculares a reniformes, 5-7-nervadas, base emarginada, hendida hasta la mitad, 5-8 mm largo. Tiene umbelas simples, 4-12-flores, y pedicelos de 1-2 mm de largo, ascendentes. Los involucros con brácteas de 1-2 mm d largo, y ápice obtuso. Pétalos cremosos, puntuados, aovados, acuminados, 0,4-0,7 mm de largo. Su estilopodio es plano, estilos de 1 mm de longitud. Fruto suborbicular, lateralmente apretado, base emarginada, castraño-amarillento a pardo-rojizo.

## Taxonomía
Hydrocotyle ranunculoides fue descrita por Carlos Linneo el Joven y publicado en Supplementum Plantarum 177. 1781[1782].
Sinonimia
- Hydrocotyle adoensis Hochst.
- Hydrocotyle batrachioides DC.
- Hydrocotyle cymbalarifolia Muhl.
- Hydrocotyle natans Cirillo
- Hydrocotyle nutans G. Don ex Loudon[4]

## Especie invasora en España
Debido a su potencial colonizador y constituir una amenaza grave para las especies autóctonas, los hábitats o los ecosistemas, esta especie ha sido incluida en el Catálogo Español de Especies Exóticas Invasoras, regulado por el Real Decreto 630/2013, de 2 de agosto, estando prohibida en España su introducción en el medio natural, posesión, transporte, tráfico y comercio.